# Hinterhaus

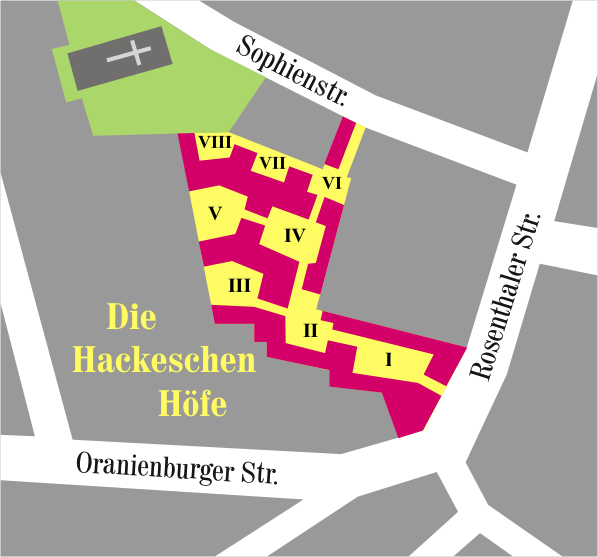
Schema der Hackeschen Höfe in Berlin-Mitte. Viele urbane Quartiere der Stadt enthalten Hinterhäuser.

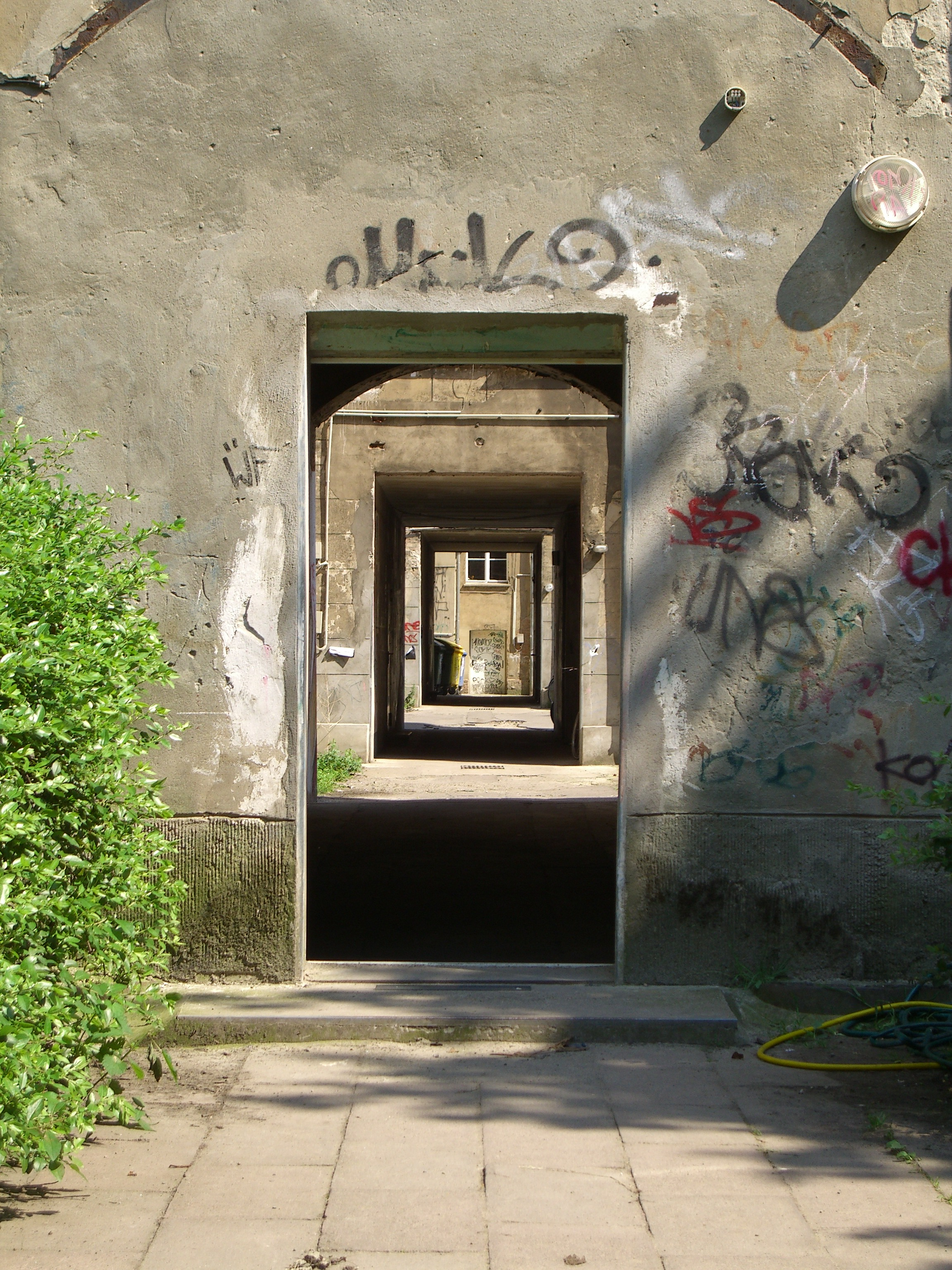
Höhepunkt der Berliner Hinterhaus-Bebauung der Gründerzeit war, wie hier im Ortsteil Prenzlauer Berg, der Bau mehrerer (hier vier) Hinterhäuser in einer Flucht. Hier wurden während des Zweiten Weltkriegs Zwangsarbeiter untergebracht.
Das Foto (2007) zeigt den Zugang zum Hirschhof von der Kastanienallee 12

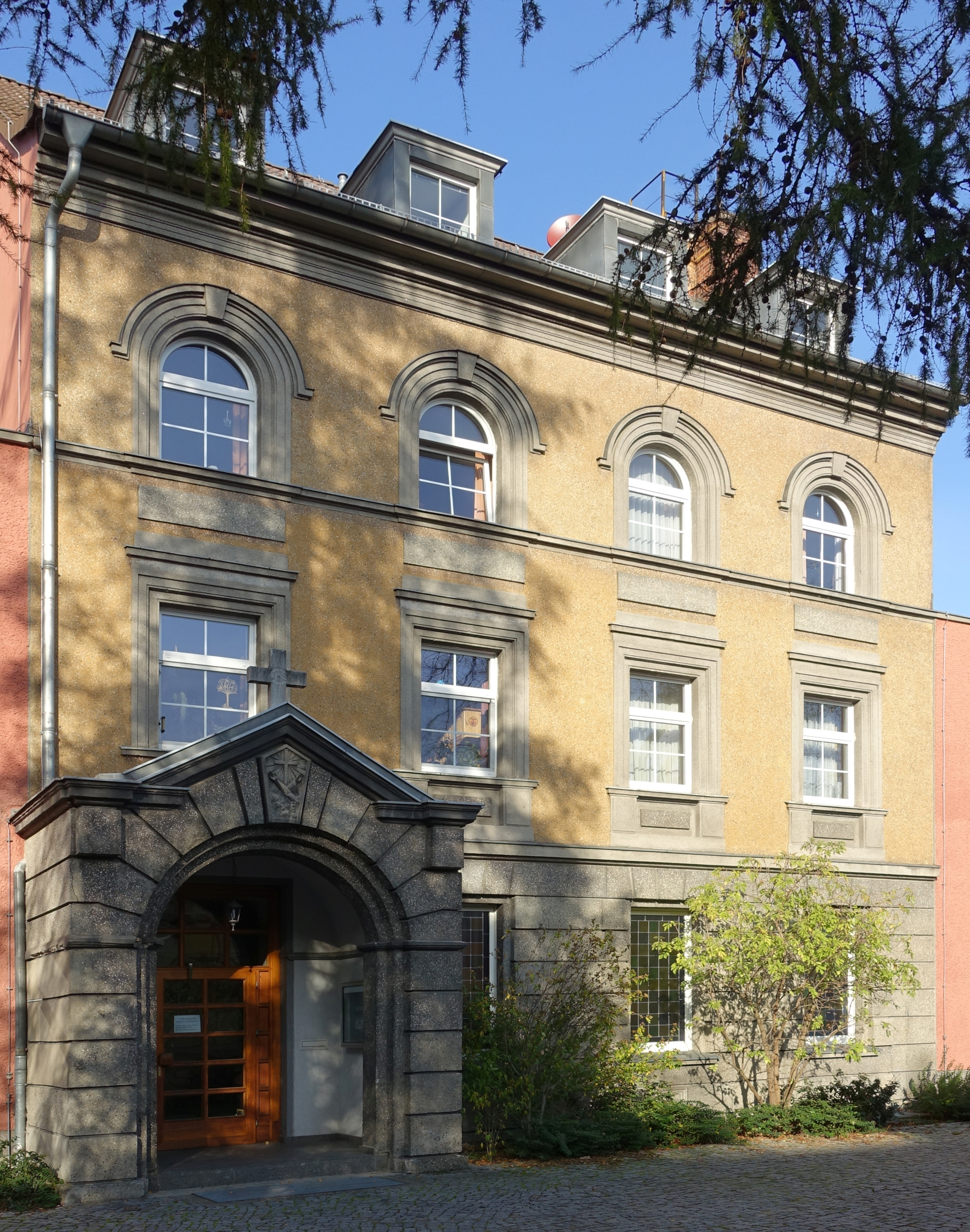
Franziskanerkloster Berlin-Pankow als Hinterhaus der Wollankstraße 19

Das Hinterhaus (auch Quergebäude oder, mehrdeutig, Gartenhaus genannt) ist die rückseitige, oft durch einen Seitenflügel mit dem Vorderhaus verbundene Bebauung. Nach der Entstehung während der Hochkonjunktur im Bauwesen vor und nach der Gründerzeit bis zum Ersten Weltkrieg wurde das Hinterhaus aufgrund der  prekären Wohnverhältnisse als Mietskaserne oder bis in die Gegenwart auch als Hinterhof bezeichnet.  

## Hinterhäuser in Berlin
Maßgebliche Bedeutung für dieses Baugeschehen hatte speziell in Berlin der Generalbebauungsplan (Hobrecht-Plan) von 1862, dessen außerordentliche Blockgrößen eigentlich eine Erschließung durch Privatstraßen verlangt hätte. Der lückenhaften Baupolizeiordnung von 1853 fehlten zudem Bestimmungen über die Nutzung für die von der Straße abgelegenen Teile des Grundstücks und der Stockwerke. Den Bauherren wurden außer der Fluchtlinie und der Mindestgröße der Innenhöfe von 28 m² (dem minimalen Wendekreis der seinerzeit durch Pferde bewegten Feuerspritzen) kaum Beschränkungen auferlegt.
Erst die neue Bauordnung von 1887 brachte eine stärkere Regelung auch der Bauhöhen (bis 22 Meter und fünf Wohngeschosse). Die neue Bauordnung von 1925 verbot schließlich Seiten- und Querflügel. In den Berliner Arbeiterquartieren waren auch Bebauungen mit einer Abfolge von drei oder vier Hinterhäusern keine Seltenheit.
Neben der dichten Hinterhofbebauung war die Mischnutzung aus Wohnen und Gewerbe kennzeichnend für die „größte Mietskasernenstadt der Welt“. So siedelten sich in den Hinterhäusern häufig kleinere Gewerbebetriebe an, darunter Gastwirtschaften, Festsäle und Filmtheater. Auch eine gewerbliche Nutzung ganzer Blöcke war üblich. In den Berliner Arbeiterbezirken gab und gibt es in den Hinterhäusern große Produktionsstätten der unterschiedlichsten Branchen wie Konfektion, Metallbau und Maschinenbau (Hinterhofindustrie). Ein Beispiel ist das zwischen 1871 und 1905 entstandene Reuterkiez genannte Berliner Altbauviertel, das mit seinen Hinterhof-Fabriken und Gewerbehöfen als „typisch“ gilt.
Ein extremes Beispiel dichter Wohn- und Fabrikationsraumbebauung war Meyers Hof in der Ackerstraße 132 im ehemaligen Berliner Bezirk Wedding (heute: Ortsteil Gesundbrunnen im Bezirk Mitte).
Gezielt wurde das Konzept der Mischnutzung und Hofbebauung zum Beispiel in den acht 1906/1907 errichteten Hackeschen Höfen umgesetzt. Zwar waren die Mietskasernen wie üblich aneinandergereiht, dabei jedoch sorgsamer gebaut und prächtiger ausgestattet, und sie schlossen von vornherein Geschäftsräume, Vergnügungsbetriebe sowie Festsäle mit ein. Die Vorderhäuser boten großzügige Wohnungen für Offiziere, Beamte und die „bessere Gesellschaft“, während sich Arbeiterwohnungen, Werkstätten und Läden in den Seitenflügeln und Querhäusern befanden.

## Das Hinterhaus in Geschichte, Kunst und Literatur

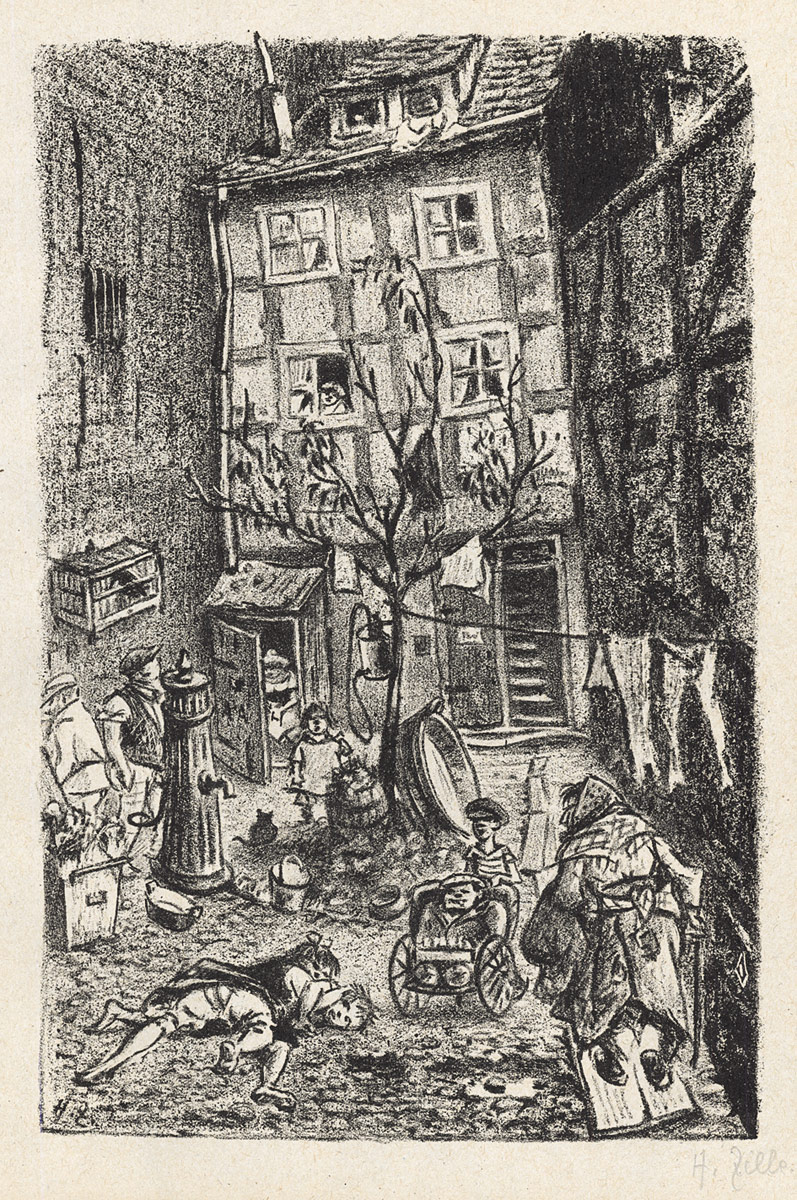
Heinrich Zille: Hinterhof im Scheunenviertel, links ein Plumpsklo, 1919

- Ein bekanntes Hinterhaus der jüngeren deutschen Geschichte ist das Anne-Frank-Haus in Amsterdam. Es war auf allen vier Seiten durch andere Häuser vor Blicken geschützt, wodurch es während der Zeit der deutschen Besetzung und Judenverfolgung zu einem geeigneten Versteck für die Franks und ihre Freunde wurde.
- Krach im Hinterhaus ist der Titel eines volkstümlichen Lustspiels und Romans von Maximilian Böttcher.
- Von dem deutschen Schriftsteller Hans Kasper stammt der Sinnspruch: „Lieber ein bißchen länger im Hinterhaus wohnen, als zu früh ins Vorderhaus ziehen und später auf dem Hof singen müssen.“
- Im Lyrikband Das lyrische Stenogrammheft von Mascha Kaléko wird in einem prosaischen Einschub mit dem Titel Wir vom Gartenhaus das alltägliche Leben in einem stereotypen Berliner Hinterhaus mit einem ironischen Unterton geschildert.